# 台海紀事
《台海紀事》是2019年中國大陸中央電視台所推出的紀念《全國人民代表大會常務委員會告台灣同胞書》發布40周年的紀錄片。

## 製作
《台海紀事》總撰稿是中國社科院台灣研究所副所長朱衛東。片中訪問許多歷任國台辦官員、海協會會長及涉台專家等。台灣政治人物則邀請中國國民黨前主席連戰、吳伯雄、洪秀柱等。
央視播出內容，《台海紀事》共播出10集，每集30分鐘。

## 爭議
片中朱立倫所提及的九二共識，朱的幕僚指出，在過去國民黨執政時期，確實是在「九二共識、一中各表」的基礎上，開啟兩岸和平交流，也帶動國內許多產業、觀光的正向發展。與中共中央總書記習近平2019所提出的「習五點」，「在一個中國原則基礎上達成『海峽兩岸同屬一個中國，共同努力謀求國家統一』的九二共識」不同。
片尾感謝名單出現紀錄片片尾，《央視》於紀錄片尾特別鳴謝「台灣TVBS電視台」、「台灣東森電視台」協助拍攝引發網友爭議。民眾質疑NCC無作為，國家通訊傳播委員會（NCC）主委詹婷怡回應「委員內部先討論」。

## 資料來源
1. ↑  《告台灣同胞書》40周年　朱立倫現身央視紀錄片談「九二共識」 （页面存档备份，存于） ETTODAY 2019.1.1
2. ↑  現身央視談九二共識後 朱立倫：一中各表就是中華民國 （页面存档备份，存于） 2019.1.5 聯合
3. ↑  習近平定調九二共識 內涵新增國家統一目標 （页面存档备份，存于） 2019.1.2 中央社
4. ↑  台灣這2家！背後和央視手勾超緊！ （页面存档备份，存于） 2019.1.7 三立
5. ↑  綠媒批台2家電視台與大陸央視合拍統戰片 （页面存档备份，存于） 2019.1.10 多維新聞
6. ↑  台媒協拍中國統戰片？！網批毫無作為的NCC：委員內部先討論 （页面存档备份，存于） 2019.1.7 放言